# 比尔顿 (加利福尼亚州)
比尔顿（英語：Buellton），是美国加利福尼亚州圣巴巴拉县下属的一座城市。建市于1992年2月1日，面积大约为1.58平方英里（4.1平方公里）。根据2010年美国人口普查，该市有人口4,828人。